# اچ‌ام‌اس کیمن (کی۵۰۶)
اچ‌ام‌اس کیمن (کی۵۰۶) (به انگلیسی: HMS Cayman (K506)) یک کشتی بود که طول آن ۳۰۳ فوت ۱۱ اینچ (۹۲٫۶۳ متر) بود. این کشتی در سال ۱۹۴۳ ساخته شد.